# Georges Arsenault
Pour les articles homonymes, voir Arsenault.
Georges Arsenault, né le 19 avril 1952, est un folkloriste et un historien canadien.

## Biographie
Georges Arsenault naît le {{date de naissance([19 avril 1952}} à Abrams-Village, à l'Île-du-Prince-Édouard.
Il obtient un baccalauréat en sciences sociales de l'Université de Moncton en 1974. Il fait ensuite une maîtrise en Arts et traditions populaires à l'Université Laval de 1975 à 1979. Il déménage ensuite à Summerside, où il est animateur culturel à la Société Saint-Thomas-d'Aquin de 1977 à 1979. De 1979 à 1982, il est coordonnateur-recherchiste, notamment à la rédaction de l'histoire de la culture acadienne de l'Île-du-Prince-Édouard. Il enseigne également à l'Université de l'Île-du-Prince-Édouard, où il finit par s'occuper d'une chaire d'enseignement en études acadiennes. Il s'implique aussi dans le Centre d'études acadiennes Anselme-Chiasson, au Nouveau-Brunswick. Il fonde la revue La Petite Souvenance, dont il est aussi le rédacteur. Il est aussi secrétaire de la Société historique acadienne de l'île.